# Prosansanosmilus
Prosansanosmilus — вимерлий рід хижих ссавців з підряду Feliformia, родини Barbourofelidae, який мешкав у Європі в епоху міоцену (16.9—16.0 млн років тому), й існував приблизно 0.9 млн років.

## Морфологія
Як і всі барбурофеліди, Prosansanosmilus був дуже мускулистим, з короткими ногами і, ймовірно, ходив плоскостопо. Відомо два види Prosansanosmilus, які жили в Іспанії, Франції та Німеччині в епоху пізнього міоцену.